# Kletskop (koekje)

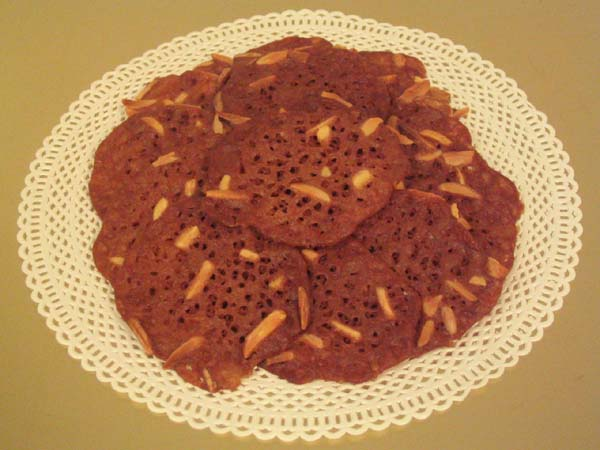
Kletskoppen met amandelen

Een kletskop (Vlaams voor "kaalkop") is een hard, uiterst dun en bijzonder knapperig koekje, dat voornamelijk met suiker en boter wordt bereid. De Belgische steden Brugge (Brugse kletskoppen) en Veurne zijn gekend voor deze koekjes.
Kletskopjes kunnen bij de thee gegeten worden, maar ook in een nagerecht gebruikt worden. Zo kan bijvoorbeeld in combinatie met bolletjes ijs een aantrekkelijk torentje gemaakt worden (kletskopje / bolletje ijs / kletskopje / bolletje ijs / kletskopje / torentje slagroom).
Er bestaan ook hartige kletskopjes, die gemaakt worden van voornamelijk kaas en in de oven of magnetron hard worden gebakken. Daarvoor moet een oude, zeer harde kaassoort gebruikt worden, die weinig smelt, bijvoorbeeld Parmezaanse kaas, of overjarige Goudse kaas. Deze hartige kletskopjes kunnen gebruikt worden om een hoofdmaaltijd of voorgerecht aantrekkelijk te decoreren.